# Västlig blindmus
Västlig blindmus eller västlig blindråtta (Spalax leucodon, ibland Nannospalax leucodon) är ett däggdjur i familjen mullvadsråttor (Spalacidae). Den taxonomiska avgränsningen till andra mullvadsråttor är inte helt utredd.

## Kännetecken
Arten når en kroppslängd mellan 15 och 24 centimeter och saknar svans. Vikten ligger mellan 162 och 504 gram. I storleken påminner den om en råtta och kroppsformen är typisk cylindrisk. Den mjuka pälsen är på ovansidan gråbrun med gula nyanser och på undersidan mörkgrå. Västlig blindmus saknar yttre öron och ögonen är täckta med hud och inte synliga. Från nosen sträcker sig en ljusare strimma med styva hår till stället där ögonen skulle vara.

## Utbredning och habitat
Denna mullvadsråtta förekommer i Sydosteuropa från Ungern och Bosnien-Hercegovina i väst till Ukraina i öst, söderut förekommer den till Grekland och Turkiets europeiska del. Den vistades ursprungligen på stäppen men finns nu som kulturföljare på fält och betesmark. Arten undviker större fält som plöjs regelbunden. I bergstrakter förekommer den upp till 2 400 meter över havet.

## Levnadssätt
Individerna kan vara aktiva på dagen och på natten. De vistas i underjordiska gångar som ibland är 100 meter lång och som ligger upp till fyra meter under markytan. I tunnelsystemet har de platser där de vistas, platser för lagring av mat och till och med ett slags "toaletter". Per hektar lever upp till 23 individer men vanligen är de glesare fördelade över utbredningsområdet.
Födan utgörs främst av rötter, rotfrukter och andra frukter som de hittar på marken. Västlig blindmus visar sig mycket sällan ovan jord, främst under natten. Honor föder 2 till 4 ungar per kull.

## Hot och systematik
Arten hotas främst av förstöringen av levnadsområdet när stäpper omvandlas till jordbruksmark. I vissa regioner bekämpas den som skadedjur. På grund av artens oklara taxonomiska status listas den av IUCN med kunskapsbrist (data deficient).